# Диа, Иссиар
Иссиа́р Диа́ (фр. Issiar Dia; 8 июня 1987, Севр, Франция) — сенегальский футболист, полузащитник турецкого «Ени Малатьяспор». Выступал за сборную Сенегала.

## Карьера

### Амьен
Иссиар Диа начал свою футбольную карьеру в клубе 2-й лиги Франции «Амьен». С 2004 по 2006 год сыграл за клуб 45 игр, забив 8 голов.

### Нанси
В 2006 году Диа перебрался в «Нанси» выступавший в Лиге 1 за 2 миллиона евро. Дебютировал 10 сентября 2006 года против клуба «Тулуза». Провёл в составе «Нанси» за 4 года 115 игр и забил при этом 13 голов.

### Фенербахче
В 2010 году подписал с «Фенербахче» контракт сроком на 4 года, сумма трансфера составила 6,5 миллионов евро. Забил свой первый гол 5 февраля 2011 года клубу «Манисаспор». Провёл в «Фенербахче» два года (41 игра, 5 голов).

### Лехвия
В 2012 году Диа перешёл в стан катарского чемпиона, клуба «Лехвия». Провёл за клуб 28 игр и забил 3 гола. В 2014 году был отправлен в аренду в клуб «Аль-Харитият».

### Аль-Харитият
В 2014 году перешёл в аренду в клуб «Аль-Харитият» на 1 год. Провёл за клуб 19 матчей и забил 2 гола.

### Газелек
В 2015 году вернулся во Францию, подписав контракт с клубом «Газелек».

### Аль-Харитият
В 2016 году полузащитник перешёл в катарский клуб «Аль-Харитият».

### Возвращение в «Нанси»
31 августа 2016 года Диа вернулся в «Нанси», подписав контракт на один год.

## Карьера в сборной
Сначала Диа Иссиар быстро заработал вызов в сборную Франции (до 21), страну его рождения. Несмотря на это, после своего 21-летия выбрал сборную Сенегала. Дебютировал в матче против сборной Гамбии, выйдя на замену.

#### Голы за сборную
| Дата           | Место       | Соперник | Счёт | Результат | Соревнование      |
| -------------- | ----------- | -------- | ---- | --------- | ----------------- |
| 17 ноября 2010 | Сен-Гратьян | Габон    | 2:1  | Победа    | Товарищеский матч |

## Статистика
| Клуб       | Сезон     | Лига | Лига | Кубок | Кубок | Лига чемпионов | Лига чемпионов | Лига Европы | Лига Европы | Результат | Результат |
| Клуб       | Сезон     | Игры | Голы | Игры  | Голы  | Игры           | Голы           | Игры        | Голы        | Игры      | Голы      |
| ---------- | --------- | ---- | ---- | ----- | ----- | -------------- | -------------- | ----------- | ----------- | --------- | --------- |
| Фенербахче | 2010/11   | 25   | 2    | 3     | 0     | 0              | 0              | 1           | 0           | 29        | 2         |
| Фенербахче | 2011/12   | 16   | 3    | 3     | 1     | 0              | 0              | 0           | 0           | 19        | 4         |
| Турция     | Результат | 41   | 5    | 6     | 1     | 0              | 0              | 1           | 0           | 48        | 6         |

## Достижения

### Командные
- Обладатель Кубка Турции: 2011
- Чемпион Турции: 2010